# Vélorail du Cézallier

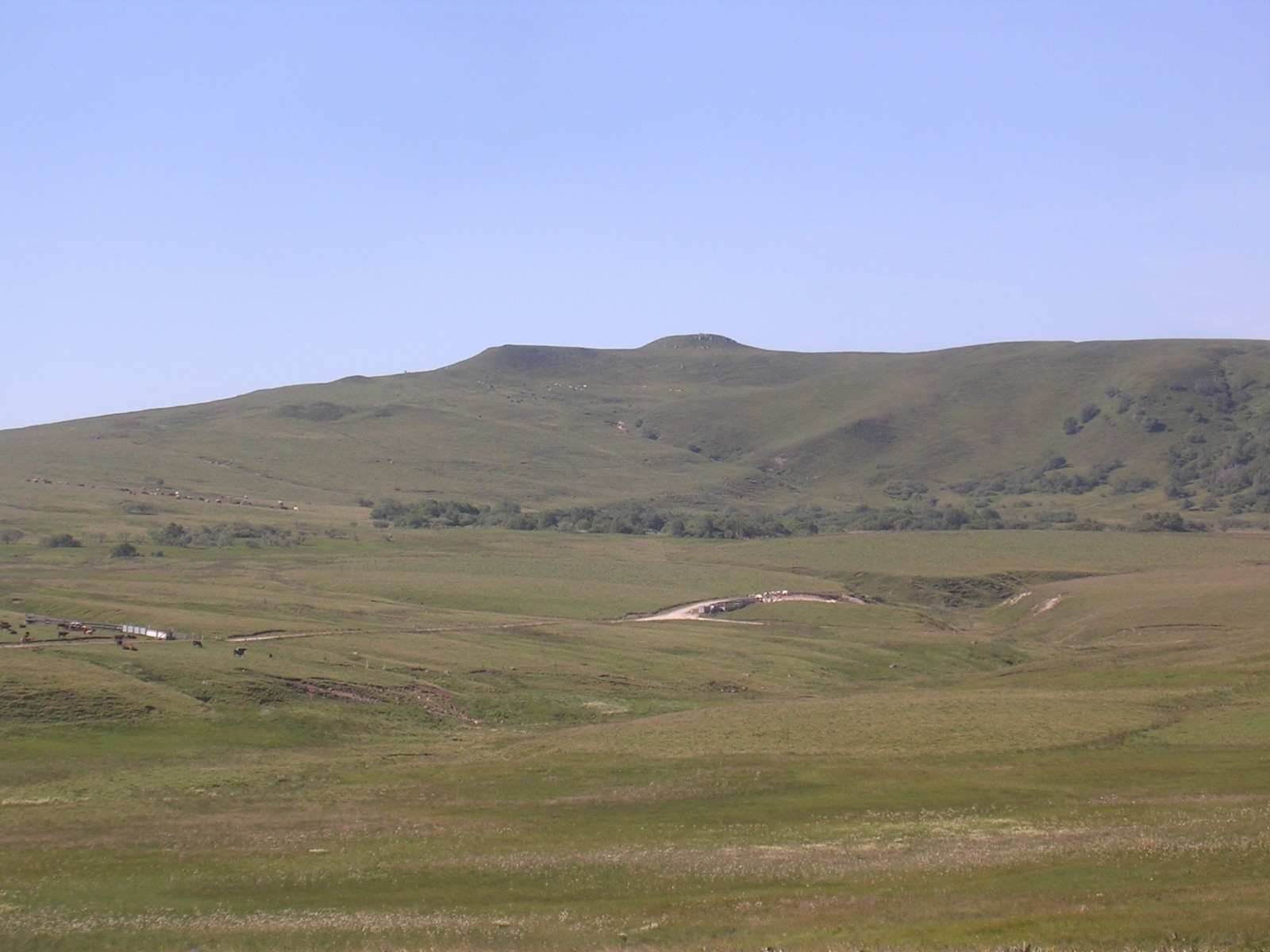
Paysage du Cézallier.

Le vélorail du Cézallier est un équipement touristique et de loisir situé en Auvergne, dans les monts du Cézallier, qui utilise une trentaine de kilomètres de voies de chemin de fer désaffectées. Cet équipement de vélorail est opéré depuis 1996, et depuis 2018 par un exploitant adhérent de la Fédération des vélorails de France réunissant les trois frères Arnaud, Sébastien et Pierre Vauché, originaires du village de Landeyrat, l'un des points de départ du vélorail, et qui fut la plus plus grande gare de France pour la transhumance au siècle précédent. 
Niché dans les pâturages d'altitude entre les Monts Dore et les Monts du Cantal, c'est l'un des douze vélorails de l'Auvergne et « la plus belle des 4 options vélorails du Cantal », selon le guide Lonely Planet.

## Histoire du vélorail
Le vélorail est une technologie qui a émergé lors du périple transibérien à vélorail, en 1930, de l'ouvrier français Lucien Péraire, qui a atteint Irkoutsk par les voies du trans-sibérien sur la bicyclette qu'il avait modifiée au bord de la Volga, au Tatarstan.

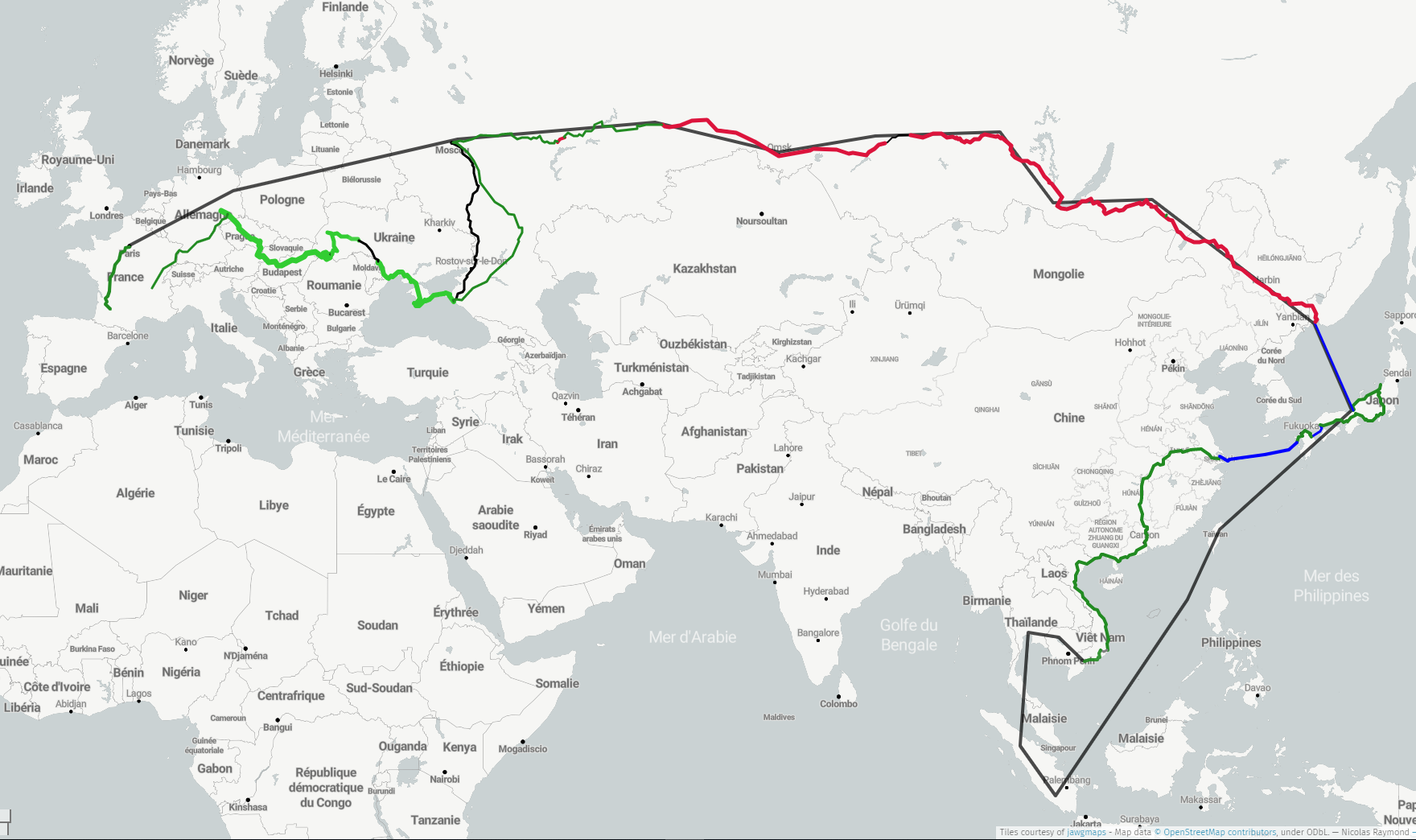
Itinéraire de Lucien Péraire lors de son voyage en 1928-1932.

## Histoire de la ligne
Concédée à la Compagnie du Paris-Orléans en 1892, la ligne Bort-Neussargues, longue de 71 km, est construite de 1901 à 1908, pour l'acheminement des vins du Languedoc à Paris. 
C'est l'une des trois branches du « triangle du Cantal » avec deux autres lignes, Bort-Miécaze-Aurillac et Aurillac-Neussargues. Son profil est montagnard (rampe de 30%, viaducs et courbes de 150 m de rayon).
En 1950, la mise en eau du barrage EDF de Bort-les-Orgues cause la fermeture de Bort-Eygurande, mais les trafics voyageurs et marchandises (bois, fromage, fourrage, gentiane et bestiaux) se sont maintenus jusqu'au milieu des années 1960. 
Jusque dans les années 1970, vaches et moutons arrivaient par milliers à la gare d'altitude, montant dans des trains spéciaux au cours de « la grosse période estivale, de fin mai jusqu’à fin octobre à peu près, en fonction de la météo ».
Ainsi, la gare de Landeyrat, qui abrite aujourd'hui le départ du vélorail et son café-restaurant, était "la plus grande gare de transhumance de France, où chaque année des dizaines de milliers de bovins transitaient".
La ligne fut fermée aux voyageurs le 26 mai 1990 et le 31 août 1991 pour les marchandises. Les premiers vélorails furent lancés le 29 juin 1996, à l'initiative de Christian Léoty, ancien maire et médecin d’Allanche. Le succès fut rapide avec 12 000 visiteurs en 1996 puis 35 000 en 1997

## Le parcours
Le parcours du vélorail du vélorail du Cézallier traverse une zone d'élevage quasi-déserte, 7 habitants au kilomètre carré, beaucoup moins touristique que la région du Puy de Sancy, sans routes, avec des fleurs jaunes d'altitude, les gentianes, décrite comme « un océan vert qui rappelle les steppes », et qui lui vaut le surnom de « petite Mongolie », avec, en toile de fond, les crêtes des monts du Cantal.
En tout, le complexe compte 32 kilomètres de voies « cyclables », accessibles à tous, du débutant au sportif confirmé. Il compte aussi deux gares, à Landeyrat et Allanche, proposant chacune trois départs, avec des parcours différents, tous dotés d'un système de retournement qui permet de revenir au point de départ. Les vingt vélorails sont à assistance électrique.